# Ніколь Краус
Ніколь Краус (Nicole Krauss, нар. 18 серпня 1974) — американська авторка, найвідоміша за своїми чотирма романами «Чоловік входить у кімнату» (2002), «Історія кохання» (2005), « Великий дім» (2010) та «Темний ліс» (2017), які були перекладені на 35 мов. Її художня твори були опубліковані в Нью-Йоркер, Harper's Magazine, Esquire та збірці журналу Гранта «Best American Novelists Under 40», а також включені до збірок «Найкращі американські новели 2003», « Найкращі американські новели 2008» та «Найкращі американські новели 2019». У 2011 році Ніколь Краус здобула нагороду від Книжкової премії Анісфілд-Вулф за «Великий дім». Збірка її новел «Бути людиною» була опублікована в 2020 році

## Раннє життя
Краус, яка виросла на Лонг-Айленді, штатНью-Йорк, народилась на Мангеттені, Нью-Йорк, від матері — британської єврейки та батька — американського єврея, інженера та хірурга-ортопеда який частково виріс у Ізраїлі. Дідусь і бабуся Краус по матері народилися в Німеччині та Україні, а пізніше емігрували до Лондона. Її бабуся та дідусь по батькові народилися в Угорщині та Слонімі, Білорусь, познайомилися в Ізраїлі, а пізніше емігрували до Нью-Йорка. Багато з цих місць є центральними для роману Краус "Історія кохання" 2005 року, і книга присвячена її бабусям та дідусям.
Краус, яка почала писати, коли була підлітком, писала та публікувала переважно вірші поки не розпочала свій перший роман у 2001 році.
У 1987 році, коли батько Краус поїхав з родиною до Швейцарії, щоб здобути медичну стипендію в Базелі, її зарахували на пансіон Міжнародної школи в Женеві, де вона навчалася в 9му класі середньої школи. Спогади Краус про цей досвід передані в її автобіографічній новелі «Швейцарія», опублікованій 2020 р.
Краус вступила до Стенфордського університету 1992 року, і тієї осені вона познайомилася з Йосипом Бродським , який тісно співпрацював з нею над її поезією протягом наступних трьох років. Він також познайомив її з творчістю таких письменників, як Італо Кальвіно та Збіґнєв Герберт. У 1999 році, через три роки після смерті Бродського, Краус створила документальний фільм про його праці для BBC Radio 3. Вона поїхала до Санкт-Петербурга, де стояла в «півтори кімнаті», де він виріс і яку прославив есе з цією назвою. Краус закінчила університет з відзнакою за спеціальністю англійська мова, вигравши кілька призів для студентів за свою поезію, а також премію декана за академічні досягнення. Також вона підготувала серію читань разом із Фіоною Маазель у ресторані «Російський Самовар», який був заснований Романом Капланом, Бродським та Михайлом Баришниковим у Нью-Йорку.
У 1996 році Краус отримала стипендію Маршалла і вступила до магістерської програми в Сомервіль коледж (Оксфорд) де написала дисертацію про американського художника Джозефа Корнелла . На другому курсі стипендії вона відвідувала Інститут Курто в Лондоні де здобула ступінь магістра історії мистецтва, що спеціалізувалася на голландському мистецтві 17 століття та написавши дисертацію на тему Рембрандта.

## Кар'єра

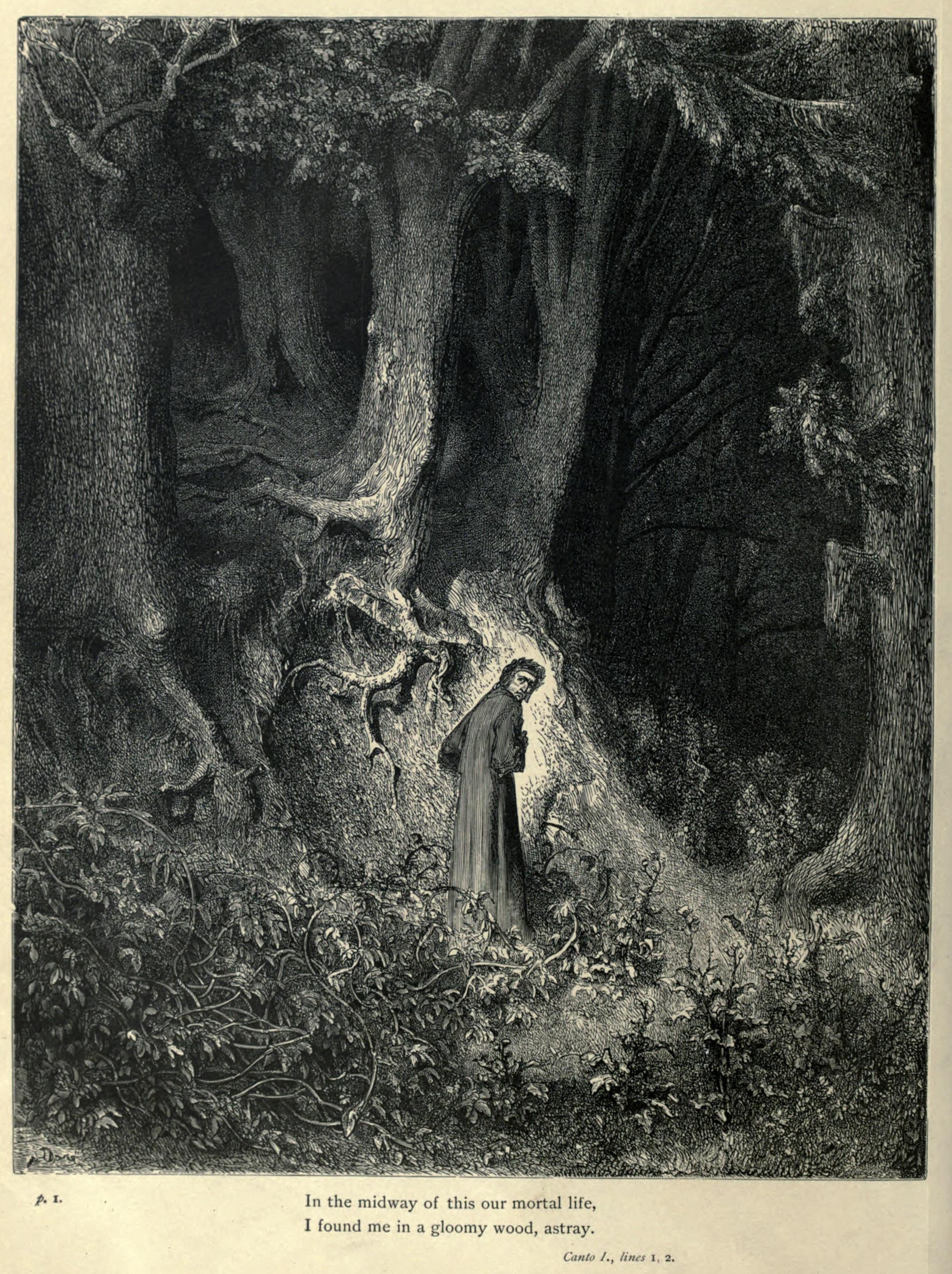
Назва роману Краус «Темний ліс» (Forest Dark) походить від вступних рядків у творі Данте Аліг'єрі «Пекло», в якому Данте губиться в темному лісі, як показано на цій гравюри Гюстава Доре

У 2002 році видавництво Даблдей опублікувало відзначений критиками перший роман Краус «Чоловік входить у кімнату». Розмірковуючи про пам'ять та особисту історію, усамітнення та близькість, роман отримав похвалу від Сьюзен Зонтаґ та був фіналістом "Книжкової премії Los Angeles Times". Опціон на екранізацію роману взяв Річард Гір.
Другий роман Краус «Історія кохання» вперше був опублікований як уривок у "Нью-Йоркер" в 2004 році під назвою «Останні слова на землі». Роман, опублікований повністю 2005 року в США видавництвом W.W.Norton,, поєднує в собі історії Лео Гурського, 80-річного чоловіка зі Слоніма, що пережив Голокост, молодої Альми Співак, яка переживає смерть свого батька, та історію загубленого рукопису, який також називається «Історія кохання». Книга була фіналістом 2006 року «Помаранчевої премії за художню літературу» і виграла у 2008 році Міжнародну премію Вільяма Сарояна за письмовий твір у категорії художня література. Фільм за книгою режисера Раду Міхайлеану вийшов 2016 року
Навесні 2007 року Краус була заслуженим запрошеним відвідувачем імені Гольцбринка в Американській академії в Берліні.
Її третій роман «Великий дім» пов'язує історії чотирьох персонажів із письмовим столом із багатьма шухлядами, що має владу над тими, хто ним володіє або віддав. Він був визнаний фіналістом Національної книжкової премії за художню літературу 2010 року, а також увійшов до шорт-листа Помаранчевої премії 2011 року а також отримав нагороду від Книжкової премії Анісфілд-Вулф у 2011 році.
У 2015 році повідомлялося, що Краус підписала угоду на 4 мільйони доларів з видавництвом HarperCollins щодо публікації двох її наступних робіт: роману, а також книги оповідань. Роман має назву «Темний ліс» і був опублікований 2017 року. Франческа Сігал, пишучи в ЦФайненшл таймсЦ, описує його як «багатошарову історію про два життя», яка досліджує "ідеї ідентичності та належності - і принади готелю «Тель-Авів Хілтон». Назва роману походить від вступних рядків  твору Данте Аліг'єрі Пекло, в перекладі Генрі Лонгфелло. Збірка оповідань «Бути людиною» вийшла 2020 року
У 2020 році Краус була одним із трьох митців-резидентів в Інституті поведінки розуму та мозку імені Мортімера Б. Цукермана при Колумбійському університетіі.

## Теми
Праці Краус часто досліджують взаємозв'язок між єврейською історією та ідентичністю, обмеженими можливостями мови та спілкування для порозуміння, самотності та пам'яті. Ці теми легко помітні, починаючи з її першого роману «Чоловік входить у кімнату», де головний герой втрачає роки прожитої пам'яті, зберігаючи всі когнітивні функції. Граючи з догматами когнітивної нейробіології та метафізики, «Чоловік входить у кімнату» розглядає відносні ролі пережитого досвіду, матеріальності та когнітивної пам'яті у формуванні особистої ідентичності та буття.
Відхиляючись від її попередньої роботи, пізніші романи Краус поступово ставлять під сумнів і відмовляються від традиційної структури розповіді, переслідуючи теми, більш характерні для пізньої постмодерної літератури. Фрагментація та нелінійний наратив стають все більш присутніми в її творчості завдяки використанню кількох оповідачів, дуги наративу яких можуть не зустрічатися безпосередньо, але значення яких походять від резонансу та схожості патернів («Історія кохання,» «Великий дім», «Темний ліс»). «Історія кохання» та «Темний ліс» використовують методи метамистецтва та інтертекстуальності, ставлячи під сумнів правдивість форми роману та протиставляючи традиційний контракт між читачем та текстом. Зокрема, головний герой « Темного лісу» — прозаїк, який поділяє ім'я автора та кілька біографічних подробиць, включаючи роздуми про невдалий шлюб з людиною, з яким у персонажа двоє дітей, міркування про обмеження вигадки, захоплення життям та творчістю Франца Кафки, а також увагу до «єврейської містики, Ізраїля і творіння». В серпні 2017 року в інтерв'ю газеті "Ґардіан" Краус пише: "Ця очевидна розмитість відмінності між реальністю та вигадкою, схоже, відображає неприйняття об'єктивізму на користь піднесеного релятивізму та об'єднує Краус з ширшим гештальтом, загальним для її однолітків у постмодернізмі.

## Особисте життя
Краус живе в Брукліні. У неї двоє дітей, Саша та Сай, від її колишнього чоловіка, прозаїка Джонатана Сафрана Фоера. Вони з Фоером одружились у 2004 році та розлучились у 2014 році
Краус любить плавати та танцювати.

### Романи
- Nicole Krauss (2002). Man Walks Into a Room. Даблдей. ISBN 9781407413365. OCLC 809413112.
- Krauss, Nicole (2005). The History of Love: a novel. W. W. Norton. ISBN 9780241973639. OCLC 919894482.
- Krauss, Nicole (2010). Great House. W. W. Norton. ISBN 9780393079982. OCLC 965579634.
- Krauss, Nicole (2017). Forest Dark. HarperCollins. ISBN 9781408871829. OCLC 1003643528.

## Колекції оповідань
- Nicole Krauss (2020). To Be a Man: Stories. HarperCollins (USA); Bloomsbury Publishing (UK).

### Оповідання
| Заголовок                                                                         | Рік      | Вперше опубліковано                                                                          | Передруковано / зібрано у |
| --------------------------------------------------------------------------------- | -------- | -------------------------------------------------------------------------------------------- | --- |
| Майбутні надзвичайні ситуації [Архівовано 31 грудня 2020 у Wayback Machine.]      | 2002 рік | Esquire (1 листопада 2002 р.)                                                                | Katrina Kennison, ред. (2003). The Best American Short Stories 2003. Houghton Mifflin. Nicole Krauss (2020). To Be a Man: Stories. HarperCollins (USA); Bloomsbury Publishing (UK). |
| Останні слова на Землі [Архівовано 4 березня 2021 у Wayback Machine.]             | 2004 рік | The New Yorker (9 лютого 2004)                                                               | |
| Мій живописець [Архівовано 30 січня 2021 у Wayback Machine.]                      | 2007 рік | Granta 97: Best of Young American Novelists 2 (16 квітня 2007)                               | |
| З робочого столу Даніеля Варського [Архівовано 5 березня 2021 у Wayback Machine.] | 2007 рік | Harper's (червень 2007)                                                                      | Heidi Pitlor, ред. (2008). The Best American Short Stories 2008. Houghton Mifflin.                                                                                                  |
| Молоді художники [Архівовано 10 травня 2021 у Wayback Machine.]                   | 2010 рік | The New Yorker 86/18 (28 червня 2010 р.)                                                     | |
| Розташування світла                                                               | 2012 рік | An arrangement of light. San Francisco: Byliner. 2012. ISBN 9781614520405.                   | |
| Зуся на даху [Архівовано 1 березня 2021 у Wayback Machine.]                       | 2013 рік | The New Yorker 88/46 (4 лютого 2013 р.)                                                      | Nicole Krauss (2020). To Be a Man: Stories. HarperCollins (USA); Bloomsbury Publishing (UK).                                                                                        |
| Я сплю, але моє серце прокинулось                                                 | 2013 рік | Нова республіка (грудень 2013 р.)                                                            | Nicole Krauss (2020). To Be a Man: Stories. HarperCollins (USA); Bloomsbury Publishing (UK).                                                                                        |
| Побачивши Ершаді [Архівовано 26 лютого 2021 у Wayback Machine.]                   | 2018 рік | The New Yorker (5 березня 2018 р.)                                                           | |
| Кінець днів                                                                       | 2020 рік | Nicole Krauss (2020). To Be a Man: Stories. HarperCollins (USA); Bloomsbury Publishing (UK). | |
| Швейцарія [Архівовано 21 квітня 2021 у Wayback Machine.]                          | 2020 рік | The New Yorker (21 вересня 2020 р.)                                                          | Nicole Krauss (2020). To Be a Man: Stories. HarperCollins (USA); Bloomsbury Publishing (UK).                                                                                        |
| Бути людиною [Архівовано 7 березня 2021 у Wayback Machine.]                       | 2020 рік | Атлантика (2 жовтня 2020 р.)                                                                 | Nicole Krauss (2020). To Be a Man: Stories. HarperCollins (USA); Bloomsbury Publishing (UK).                                                                                        |

### Есе та репортажі
- Nicole Krauss (Winter 2003). Philip Guston: the first painter after the last (PDF). Modern Painters: 86—91. Архів оригіналу (PDF) за 4 березня 2016. Процитовано 28 січня 2015.
- — (18 квітня 2005). My summer in Poland. Are We There Yet?. The New Yorker. Архів оригіналу за 14 лютого 2015. Процитовано 28 січня 2015.
- Krauss, Nicole (2011). Preface. У Aleksandar Hemon (ред.). Best European Fiction 2012. Dalkey Archive Press. ISBN 9781564786807.
- — (24 березня 2011). Writer's block: the end of bookstores. The New Republic. Архів оригіналу за 26 січня 2013. Процитовано 28 січня 2015.

### Оглядові статті
| Дата     | Оглядова стаття | Робота (и) переглянуто                                                                    |
| -------- | --- | ----------------------------------------------------------------------------------------- |
| 1999 рік | Nicole Krauss (7 листопада 1999). Future Tense. Los Angeles Times. Архів оригіналу за 7 листопада 2012. Процитовано 16 вересня 2017.             | Joseph Brodsky (1995). Discovery. New York: Farrar, Straus & Giroux. ISBN 978-1437964127. |
| 2011 рік | Nicole Krauss (29 вересня 2011). Antwerp by Roberto Bolaño – review. The Guardian. Архів оригіналу за 17 серпня 2015. Процитовано 28 січня 2015. | Roberto Bolaño (2010). Antwerp. New York: New Directions Publishing. ISBN 978-0811217170. |

## Нагороди та відзнаки
- Переможець книжкової премії Анісфілд-Вулф, 2011 рік
- Шорт-лист Orange Prize, 2011 рік
- Фіналіст Національної книжкової премії, 2010
- Вибрана як одна із авторів Нью-Йоркер від 20 до 40 для спостерігання, 2010[2]
- Міжнародна премія письменника імені Вільяма Сарояна, 2008 рік
- перелік журналу Гранта "Кращі американські романісти до 40", 2007
- Prix du Meilleur Livre Étranger (Премія за найкращу іноземну книгу) (Франція), 2006
- Шорт-лист премії Medicis (Франція), 2006
- Шорт-лист премії Феміна (Франція), 2006 рік
- Шорт-лист Orange Prize (Велика Британія), 2006
- Премія Едварда Льюїса Волланта, 2005 рік
- Названа «Найкращим і найяскравішим» письменником Esquire, 2002